# Falsomesosella elongata
Falsomesosella elongata là một loài bọ cánh cứng trong họ Cerambycidae.